# الإمبراطورة الأم

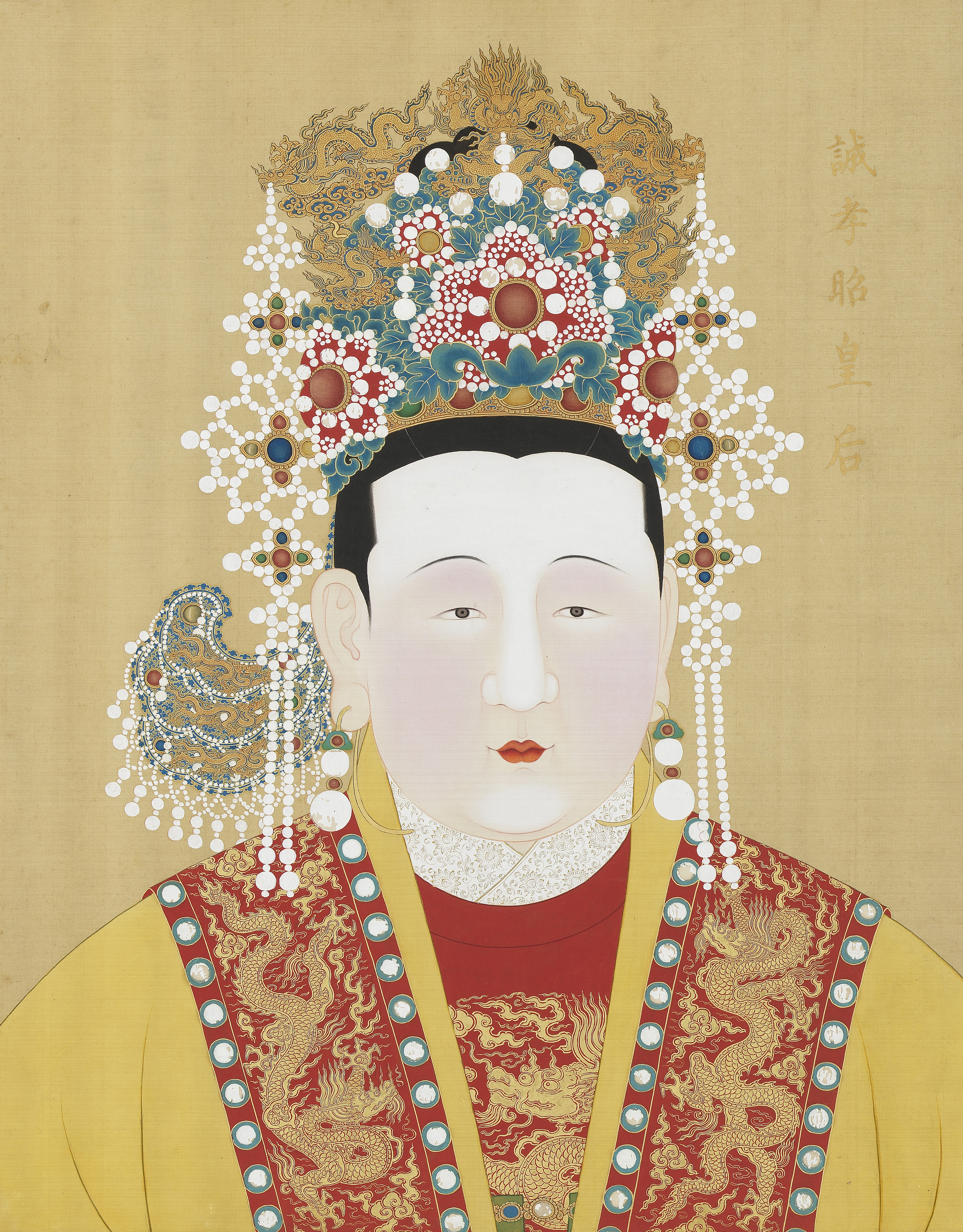
الإمبراطورة تشانغ (مينغ رينزونغ)

الإمبراطورة الأم (باللغة الصينية واليابانية: 皇太后 ؛ وحسب بينيين: húangtàihòu هوانغ تاي هو) هو لقب أعطي إلى أم الإمبراطور في الصين واليابان وكوريا وفيتنام. كان هذا اللقب يعطى إلى الأم المباشرة للإمبراطور في نفس الجيل؛ إذ أنه الأمهات في الأجيال السابقة كان يعطى لهن لقب الإمبراطورة الجدّة (باللغة الصينية واليابانية: 太皇太后 ؛ وحسب بينيين: tàihuángtàihòu تاي هوانغ تاي هو). 
عندما يتولى الإمبراطور العرش وهو في سن قاصر، كانت الإمبراطورة الأم هي الوصية على العرش لحين بلوغه.

## اقرأ أيضاً
- إمبراطور
- إمبراطورية
- ولي العهد